# Lista de promontórios de São Tomé e Príncipe
Este anexo é composto por uma lista de Promontórios de São Tomé e Príncipe.

## Ilha de São Tomé
- Ponta Barro Bóbó
- Ponta Cruzeiro
- Ponta Burnay
- Ponta Azeitona
- Ponta Basson Gai
- Ponta do Homem da Capa
- Ponta Lama Porco
- Ponta Cavingui
- Ponta Baleia
- Ponta Barro Preto
- Ponta Ío Macaco
- Ponta Mussandá
- Ponta dos Morcegos
- Ponta Lebre
- Ponta Diogo Vaz
- Ponta Alemã
- Ponta Furada
- Ponta Juliana
- Ponta Griobo
- Ponta Planier
- Ponta Guebu
- Ponta Madioca
- Ponta Bote
- Ponta da Garça
- Ponta Juntabudo
- Ponta do Ocá
- Ponta dos Bica
- Ponta André
- Ponta Simão Fidi
- Ponta da Agulha
- Ponta Praião
- Ponta Canido
- Ponta de São Marçal
- Ponta de São Jerónimo
- Ponta Fernão Dias

## Ilha do Príncipe
- Ponta da Furna
- Ponta Marmita
- Ponta Manjona
- Ponta Pedra Furada
- Ponta do Pico Negro
- Ponta Café
- Ponta Telha
- Ponta Cana
- Ponta Atalaia
- Ponta da Graça
- Ponta Viro Viro
- Ponta da Mina
- Ponta Capitão
- Ponta dos Mosteiros

## Ilhéu das Rolas
- Ponta Joana
- Ponta da Garça
- Ponta de Santo António